# Steganthera psychotrioides
Steganthera psychotrioides är en tvåhjärtbladig växtart som beskrevs av Janet Russell Perkins. Steganthera psychotrioides ingår i släktet Steganthera och familjen Monimiaceae. Inga underarter finns listade i Catalogue of Life.